# Montagnol
Ne doit pas être confondu avec Montagnole ou Vallon de la Montagnolle.
Montagnol est une commune française, située dans le département de l'Aveyron en région Occitanie.
Le patrimoine architectural de la commune comprend un immeuble protégé au titre des monuments historiques : la mine d'argent de Cénomes, classée en 2015.

## Géographie

### Localisation
Arrosée par le Cabot, Montagnol est située sur un monticule à cheval entre les vallées de la Sorgues et de la Nuéjouls.

### Communes limitrophes
Les communes limitrophes sont  Ceilhes-et-Rocozels, Fayet, Fondamente, Marnhagues-et-Latour, Saint-Félix-de-Sorgues, Sylvanès et Tauriac-de-Camarès.
| Saint-Félix-de-Sorgues | Marnhagues-et-Latour | Fondamente                    |
| Sylvanès               | Montagnol            | Ceilhes-et-Rocozels (Hérault) |
| Fayet                  | Tauriac-de-Camarès   |                               |

### Hydrographie

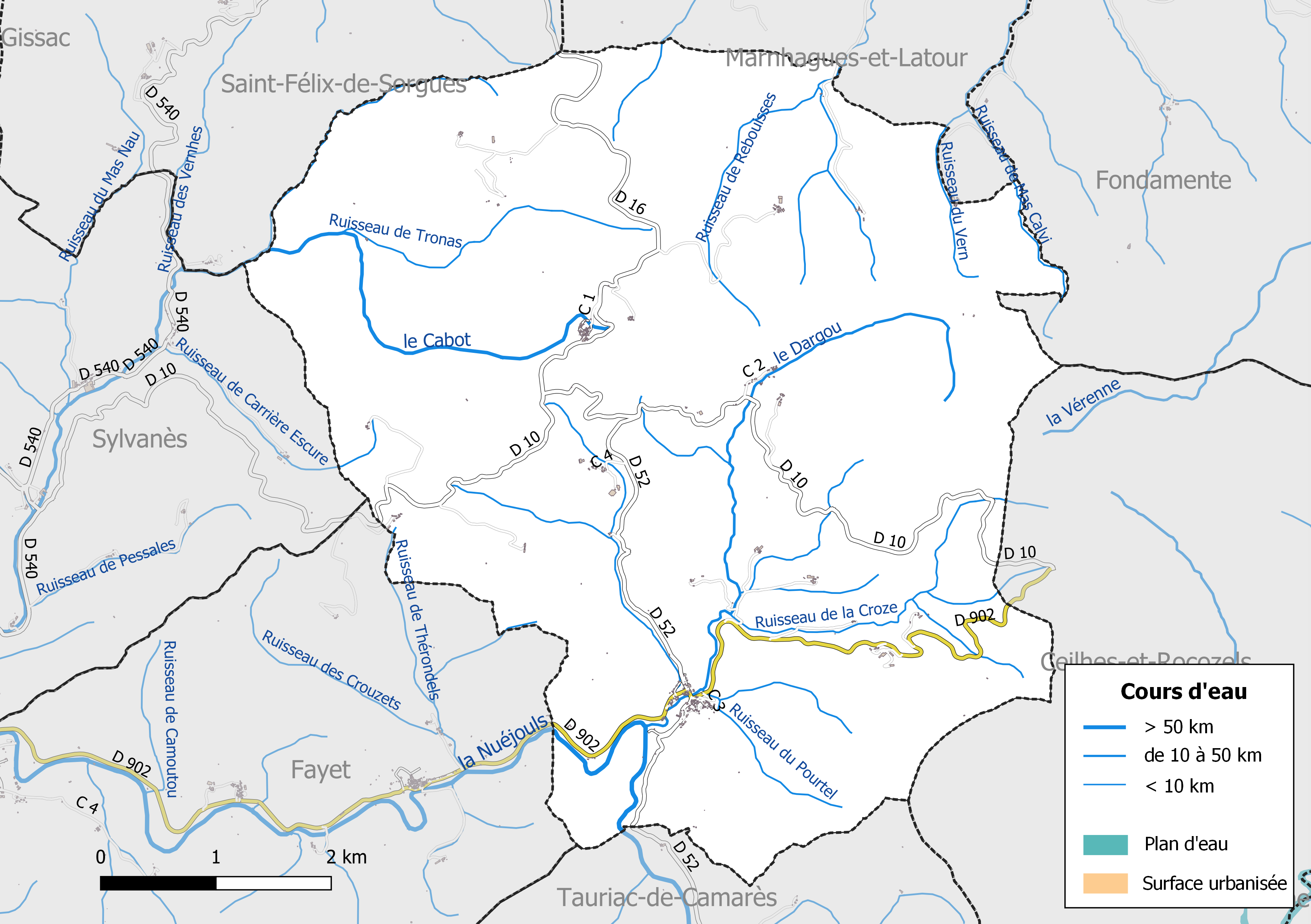
Réseaux hydrographique et routier de Montagnol.

La commune est drainée par la Nuéjouls, le Cabot, le Dargou, le ruisseau d'Albagnac, le ruisseau de Carrière Escure, le ruisseau de Combe Farinelle, le ruisseau de Hautes Fages, le ruisseau de la Croze, le ruisseau de l'Adrech, le ruisseau de Layrolle, le ruisseau de Magnières, le ruisseau de Mas Calvi, le ruisseau de Rebouisses, le ruisseau des Vernhasses et par divers petits cours d'eau.
La Nuéjouls, d'une longueur totale de 31,2 km, prend sa source dans la commune de Mélagues et se jette  dans le Dourdou de Camarès à Sylvanès, après avoir arrosé 5 communes.
Le Cabot, d'une longueur totale de 10,3 km, prend sa source dans la commune de Montagnol et se jette  dans la Nuéjouls à Sylvanès, après avoir arrosé 3 communes.

### Climat
Pour des articles plus généraux, voir Climat de l'Occitanie et Climat de l'Aveyron.
En 2010, le climat de la commune est de type climat du Bassin du Sud-Ouest, selon une étude s'appuyant sur une série de données couvrant la période 1971-2000. En 2020, Météo-France publie une typologie des climats de la France métropolitaine dans laquelle la commune est dans une zone de transition entre le climat de montagne et le climat méditerranéen et est dans la région climatique Sud-est du Massif Central, caractérisée par une pluviométrie annuelle de 1 000 à 1 500 mm, minimale en été, maximale en automne.
Pour la période 1971-2000, la température annuelle moyenne est de 11 °C, avec une amplitude thermique annuelle de 15,2 °C. Le cumul annuel moyen de précipitations est de 1 248 mm, avec 11,1 jours de précipitations en janvier et 4,9 jours en juillet. Pour la période 1991-2020, la température moyenne annuelle observée sur la station météorologique la plus proche, située sur la commune de Brusque à 9 km à vol d'oiseau, est de 11,0 °C et le cumul annuel moyen de précipitations est de 1 103,3 mm,. Pour l'avenir, les paramètres climatiques de la commune estimés pour 2050 selon différents scénarios d'émission de gaz à effet de serre sont consultables sur un site dédié publié par Météo-France en novembre 2022.

### Milieux naturels et biodiversité

#### Espaces protégés
La protection réglementaire est le mode d’intervention le plus fort pour préserver des espaces naturels remarquables et leur biodiversité associée.
Dans ce cadre, la commune fait partie d'un espace protégé, le Parc naturel régional des Grands Causses, créé en 1995 et d'une superficie de 327 937 ha, s'étend sur 97 communes. Ce territoire rural habité, reconnu au niveau national pour sa forte valeur patrimoniale et paysagère, s’organise autour d’un projet concerté de développement durable, fondé sur la protection et la valorisation de son patrimoine,,.

#### Zones naturelles d'intérêt écologique, faunistique et floristique

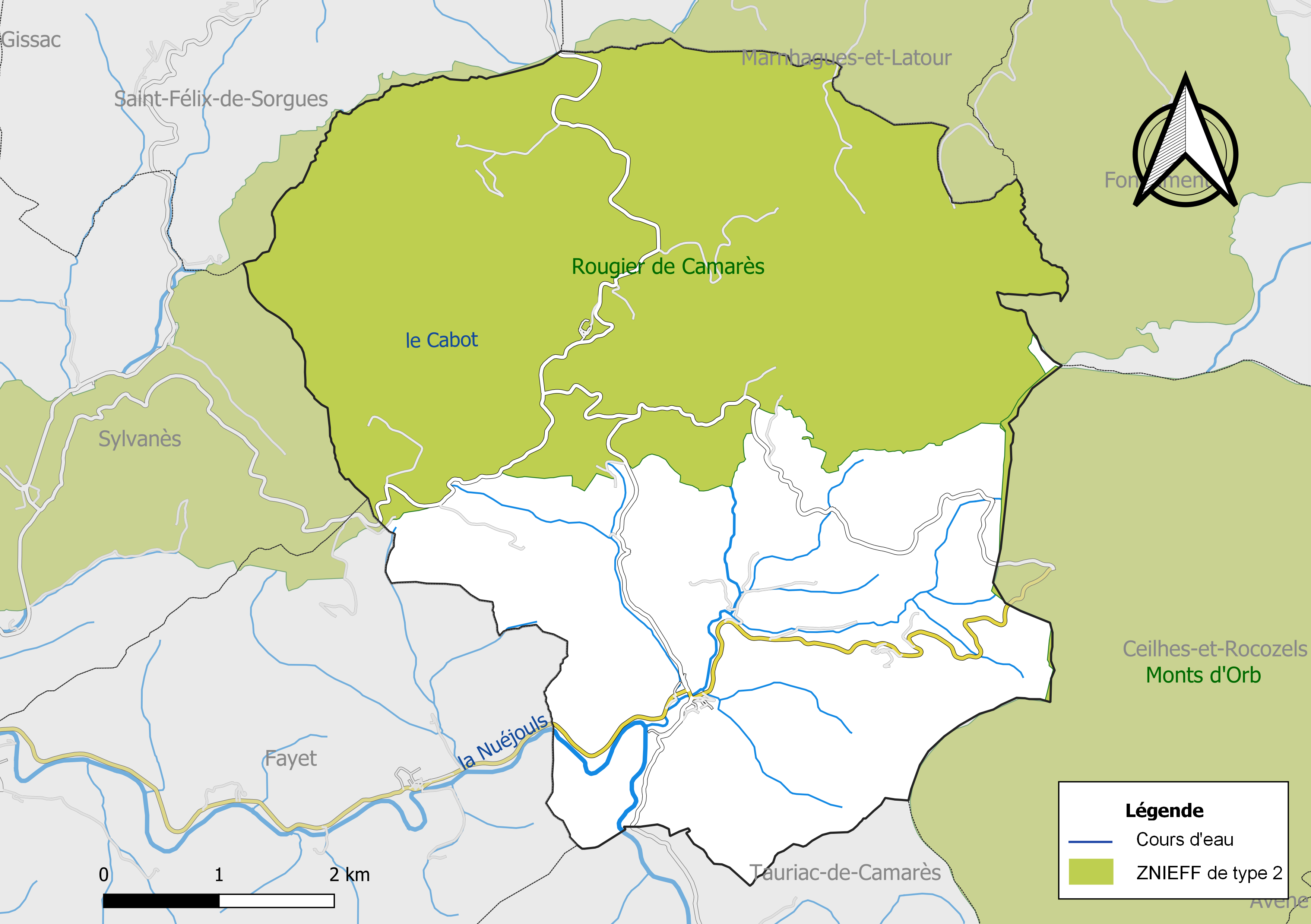
Carte de la ZNIEFF de type 2 localisée sur la commune.

L’inventaire des zones naturelles d'intérêt écologique, faunistique et floristique (ZNIEFF) a pour objectif de réaliser une couverture des zones les plus intéressantes sur le plan écologique, essentiellement dans la perspective d’améliorer la connaissance du patrimoine naturel national et de fournir aux différents décideurs un outil d’aide à la prise en compte de l’environnement dans l’aménagement du territoire.
Le territoire communal de Montagnol comprend une ZNIEFF de type 2,, 
le « Rougier de Camarès » (56 714 ha), qui s'étend sur 33 communes dont 32 dans l'Aveyron et 1 dans l'Hérault.

## Urbanisme

### Typologie
Au 1er janvier 2024, Montagnol est catégorisée commune rurale à habitat très dispersé, selon la nouvelle grille communale de densité à 7 niveaux définie par l'Insee en 2022.
Elle est située hors unité urbaine et hors attraction des villes,.

### Occupation des sols

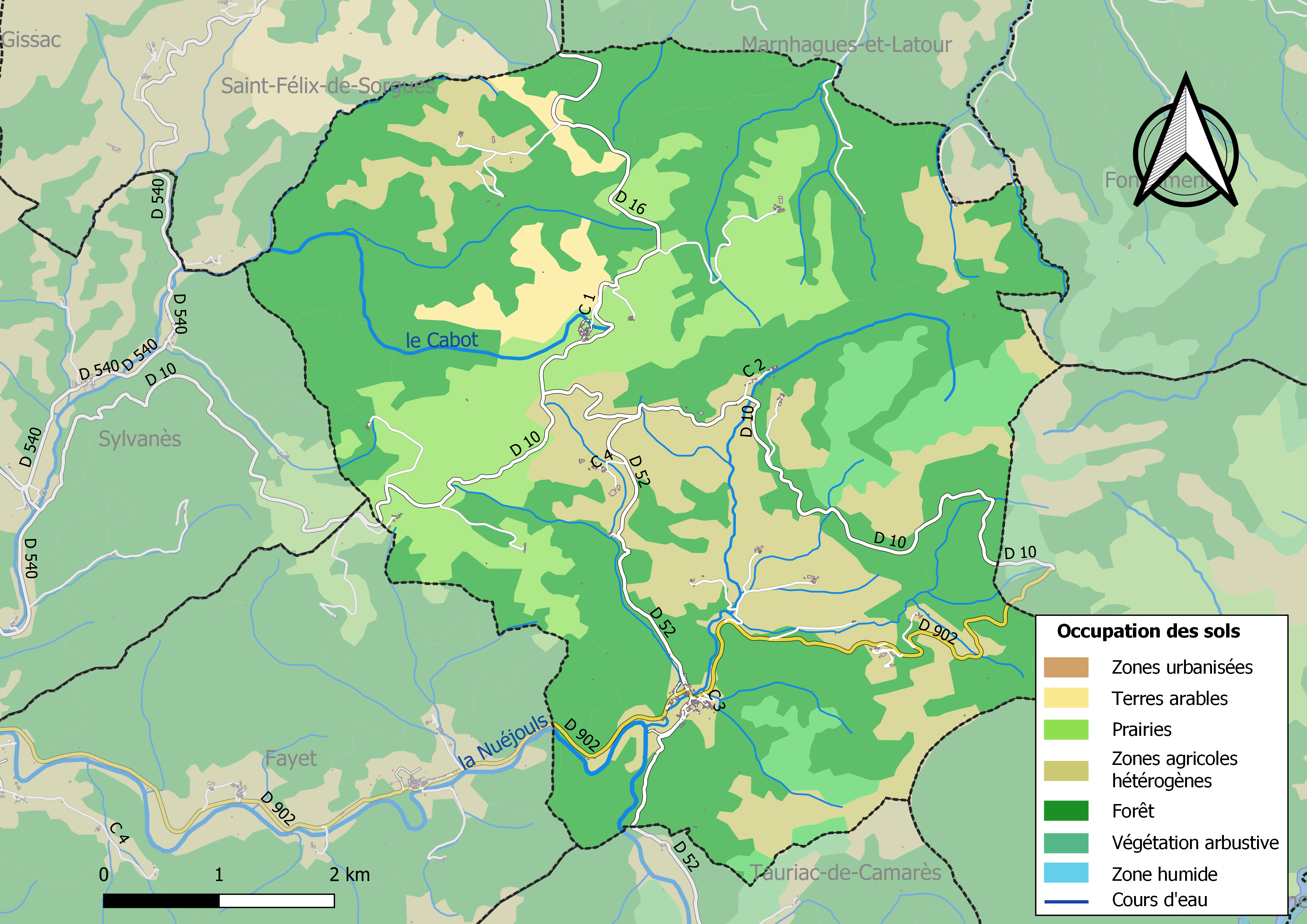
Infrastructures et occupation des sols de la commune de Montagnol.

L'occupation des sols de la commune, telle qu'elle ressort de la base de données européenne d’occupation biophysique des sols Corine Land Cover (CLC), est marquée par l'importance des forêts et milieux semi-naturels (63 % en 2018), en augmentation par rapport à 1990 (60,4 %). La répartition détaillée en 2018 est la suivante : 
forêts (56,8 %), zones agricoles hétérogènes (18,4 %), prairies (15,8 %), milieux à végétation arbustive et/ou herbacée (6,2 %), terres arables (2,8 %).

### Planification
La loi SRU du 13 décembre 2000 a incité fortement les communes à se regrouper au sein d’un établissement public, pour déterminer les partis d’aménagement de l’espace au sein d’un SCoT, un document essentiel d’orientation stratégique des politiques publiques à une grande échelle. La commune est dans le territoire du SCoT du Parc naturel régional des Grands Causses, approuvé le vendredi 7 juillet 2017 par le comité syndical et mis à l’enquête publique en décembre 2019. La structure porteuse est le Pôle d'équilibre territorial et rural du PNR des Grands Causses, qui associe huit communautés de communes, notamment la communauté de communes Monts, Rance et Rougier, dont la commune est membre.
La commune, en 2017, avait engagé l'élaboration d'un plan local d'urbanisme.

### Lieux-dits et écarts
Lieux-dits dépendants de la paroisse de Saint-Martin de Montagnol :
- Albagnac
- Bouis (le)
- Cabot
- Cambias
- Cap del Bosc
- Cazorne (la)
- Frayssinous
- Layrolle
- Mas de Salel
- Mas des Aymes
- Mas d'Oulivou
- Mazet (le)
- Montagnol
- Puech (le)
- Rebouisses
- Terrier (le)
- Thérondels
- Tronas
- Vivier (le)

Lieux-dits dépendants de la paroisse Saint-Amans de Cénomes :
- Barre (la)
- Bayles (les)
- Cénomes
- Cénomes (moulin de)
- Mas d'Auquier

Lieux-dits dépendants de la paroisse de Laval :
- Armajoux
- Baraquette (la)
- Croze (la)
- Fonsalade
- Joncasse (la)
- Laval
- Mas de Bousquet
- Mas de Geysse
- Mas de Ricard

Lieu-dit dépendant de la paroisse de Saint-Amans de Latour (paroisse appartenant à Marnhagues-et-Latour):
- Mas d'Oulières

### Risques majeurs
Le territoire de la commune de Montagnol est vulnérable à différents aléas naturels : climatiques (hiver exceptionnel ou canicule), feux de forêts et séisme (sismicité très faible).
Il est également exposé à un risque particulier, le risque radon,.

#### Risques naturels
Le Plan départemental de protection des forêts contre les incendies découpe le département de l’Aveyron en sept « bassins de risque » et définit une sensibilité des communes à l’aléa feux de forêt (de faible à très forte). La commune est classée en sensibilité forte.

#### Risque particulier
Dans plusieurs parties du territoire national, le radon, accumulé dans certains logements ou autres locaux, peut constituer une source significative d’exposition de la population aux rayonnements ionisants. Toutes les communes du département sont concernées par le risque radon à un niveau plus ou moins élevé. Selon le dossier départemental des risques majeurs du département établi en 2013, la commune de Montagnol est classée à risque moyen à élevé. Un décret du 4 juin 2018 a modifié la terminologie du zonage définie dans le code de la santé publique et a été complété par un arrêté du 27 juin 2018 portant délimitation des zones à potentiel radon du territoire français. La commune est désormais en zone 3, à savoir zone à potentiel radon significatif.

## Histoire
Le territoire était occupé au néolithique comme l'atteste la présence d'une statue-menhir à La Verrière conservée au Musée Fenaille de Rodez. Existent également des vestiges d'une exploitation minière antique Ier siècle av. J.-C. - Ier siècle ap. J.-C.)
Ancien château féodal, la moitié de la commune dépendait de l'abbaye de Sylvanès au Moyen Âge
En 1831, la commune absorbe l'ancienne commune de Laval-et-Cénomes

## Politique et administration

### Découpage territorial
La commune de Montagnol est membre de la communauté de communes Monts, Rance et Rougier, un établissement public de coopération intercommunale (EPCI) à fiscalité propre créé le 1er janvier 2017 dont le siège est à Belmont-sur-Rance. Ce dernier est par ailleurs membre d'autres groupements intercommunaux.
Sur le plan administratif, elle est rattachée à l'arrondissement de Millau, au département de l'Aveyron et à la région Occitanie. Sur le plan électoral, elle dépend du  canton des Causses-Rougiers pour l'élection des conseillers départementaux, depuis le redécoupage cantonal de 2014 entré en vigueur en 2015, et de la troisième circonscription de l'Aveyron  pour les élections législatives, depuis le dernier découpage électoral de 2010.

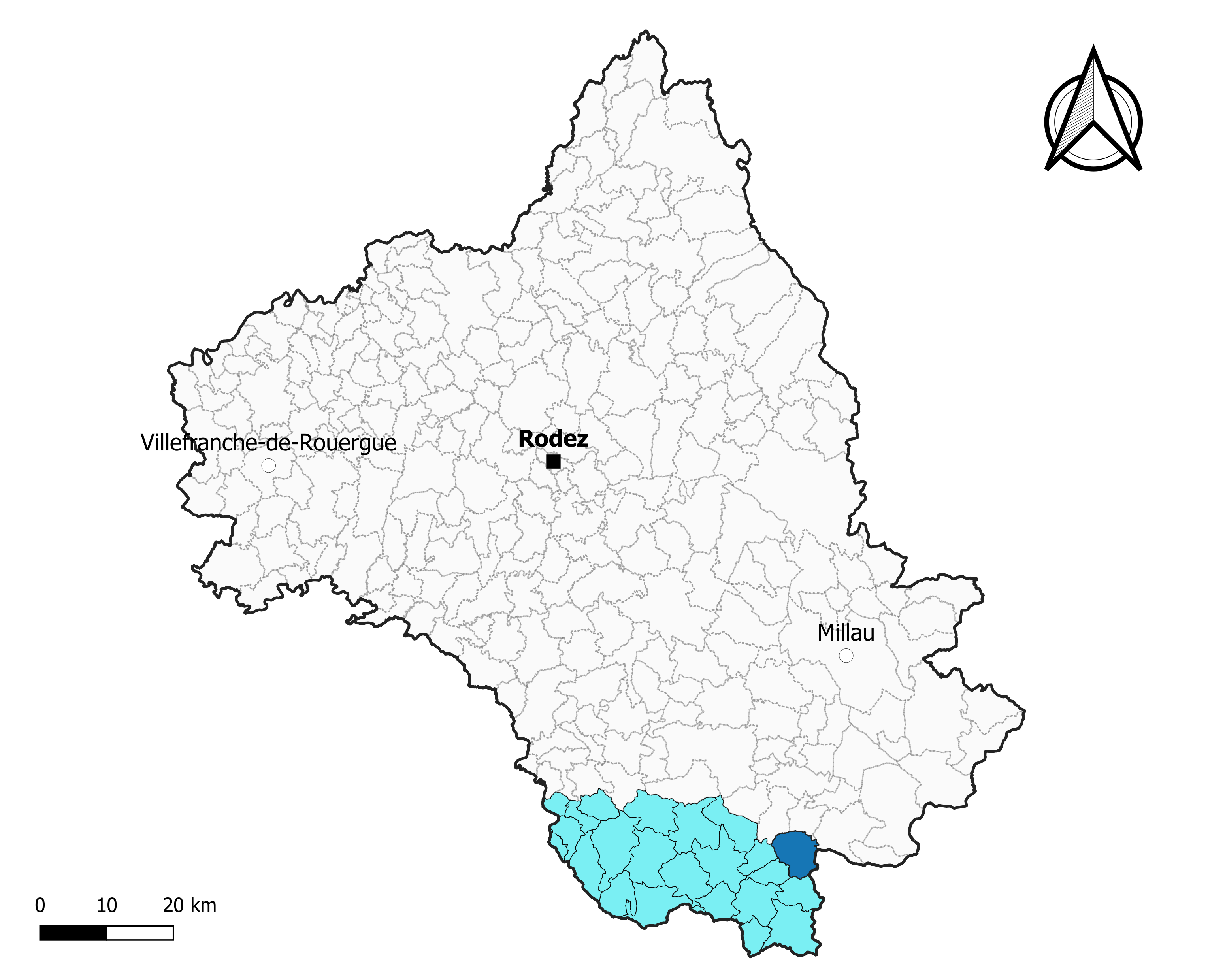
Montagnol dans l'intercommunalité en 2020.
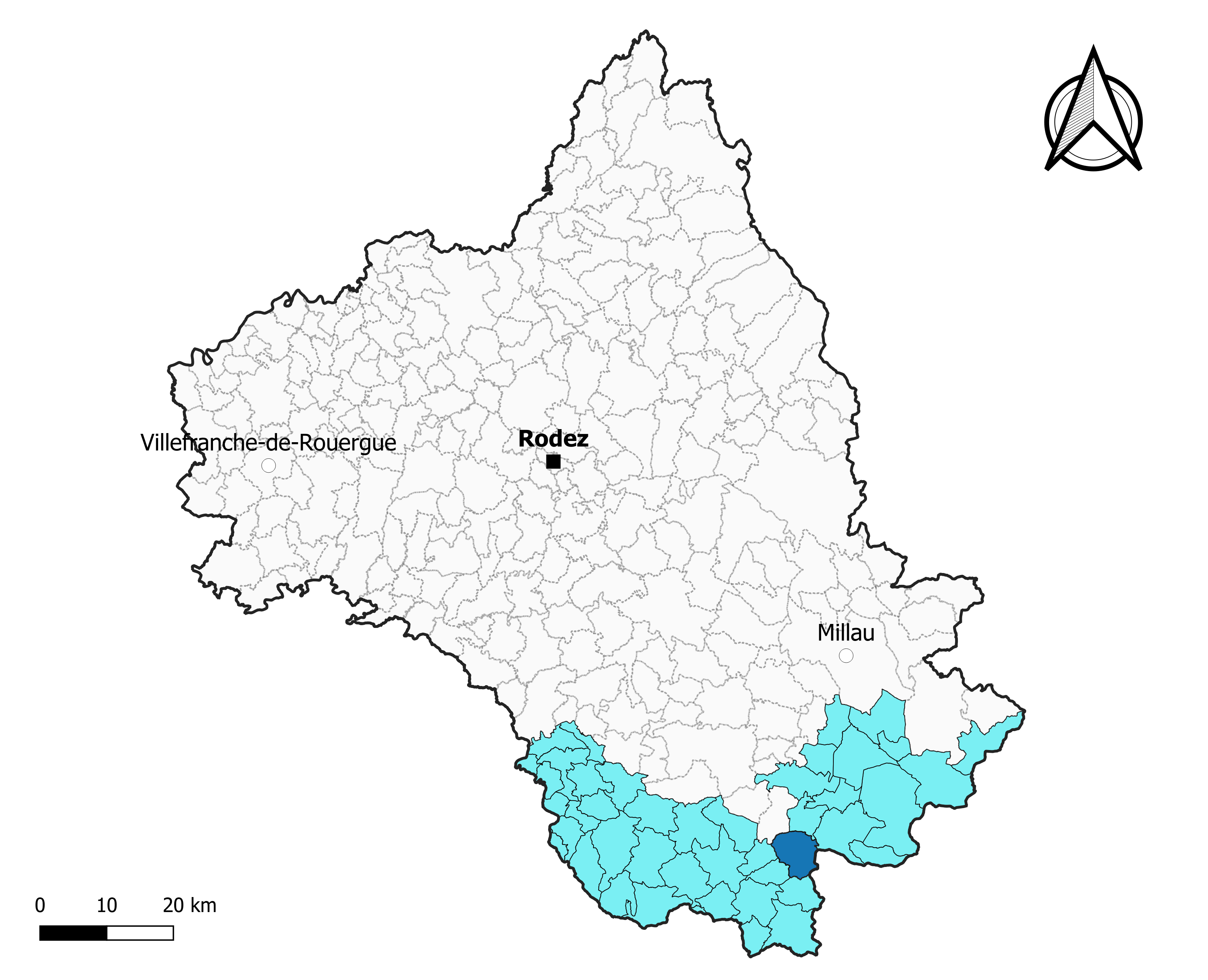
Montagnol dans le canton des Causses-Rougiers en 2020.
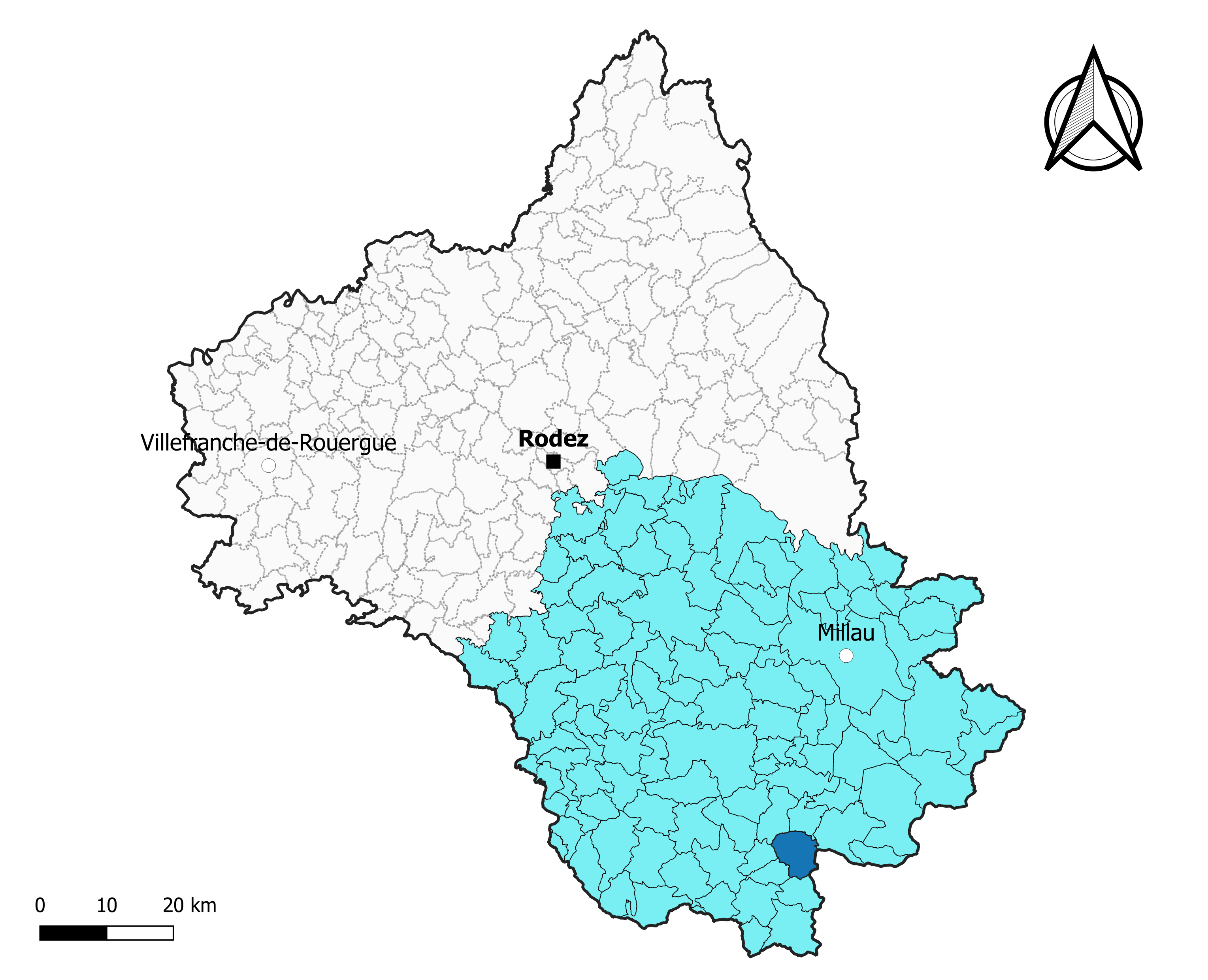
Montagnol dans l'arrondissement de Millau en 2020.

### Élections municipales et communautaires

#### Élections de 2020
Le conseil municipal de Montagnol, commune de moins de 1 000 habitants, est élu au scrutin majoritaire plurinominal à deux tours avec candidatures isolées ou groupées et possibilité de panachage. Compte tenu de la population communale, le nombre de sièges à pourvoir lors des élections municipales de 2020 est de 11. La totalité des onze candidats en lice est élue dès le premier tour, le 15 mars 2020, avec un taux de participation de 68,63 %.
Claude Chibaudel, maire sortant, est réélu pour un nouveau mandat le 27 mai 2020.
Dans les communes de moins de 1 000 habitants, les conseillers communautaires sont désignés parmi les conseillers municipaux élus en suivant l’ordre du tableau (maire, adjoints puis conseillers municipaux) et dans la limite du nombre de sièges attribués à la commune au sein du conseil communautaire. Un siège est attribué à la commune au sein de la communauté de communes Monts, Rance et Rougier.

#### Liste des maires
| Période                                  | Période  | Identité            | Étiquette | Qualité                                                     |
| ---------------------------------------- | -------- | ------------------- | --------- | ----------------------------------------------------------- |
| 1983                                     |          | M. Claude Chibaudel | SE        | Agriculteur retraité Président de la Communauté de Communes |
| mars 2014                                | En cours | Claude Chibaudel,   |           | Ancien agriculteur exploitant                               |
| Les données manquantes sont à compléter. |          |                     |           |                                                             |

## Démographie
L'évolution du nombre d'habitants est connue à travers les recensements de la population effectués dans la commune depuis 1793. Pour les communes de moins de 10 000 habitants, une enquête de recensement portant sur toute la population est réalisée tous les cinq ans, les populations de référence des années intermédiaires étant quant à elles estimées par interpolation ou extrapolation. Pour la commune, le premier recensement exhaustif entrant dans le cadre du nouveau dispositif a été réalisé en 2008.

En 2022, la commune comptait 147 habitants, en évolution de +13,95 % par rapport à 2016 (Aveyron : +0,37 %, France hors Mayotte : +2,11 %).
| 1793 | 1800 | 1806  | 1821 | 1831 | 1836 | 1841 | 1846 | 1851 |
| ---- | ---- | ----- | ---- | ---- | ---- | ---- | ---- | ---- |
| 336  | 362  | 1 558 | 889  | 900  | 875  | 868  | 945  | 904  |

| 1856 | 1861 | 1866 | 1872 | 1876 | 1881 | 1886 | 1891 | 1896 |
| ---- | ---- | ---- | ---- | ---- | ---- | ---- | ---- | ---- |
| 839  | 802  | 798  | 747  | 745  | 759  | 773  | 710  | 749  |

| 1901 | 1906 | 1911 | 1921 | 1926 | 1931 | 1936 | 1946 | 1954 |
| ---- | ---- | ---- | ---- | ---- | ---- | ---- | ---- | ---- |
| 640  | 672  | 601  | 531  | 491  | 444  | 411  | 324  | 339  |

| 1962 | 1968 | 1975 | 1982 | 1990 | 1999 | 2006 | 2008 | 2013 |
| ---- | ---- | ---- | ---- | ---- | ---- | ---- | ---- | ---- |
| 266  | 241  | 207  | 191  | 172  | 159  | 156  | 155  | 130  |

| 2018 | 2022 | - | - | - | - | - | - | - |
| ---- | ---- | - | - | - | - | - | - | - |
| 137  | 147  | - | - | - | - | - | - | - |

## Économie

### Emploi
| Division       | 2008  | 2013   | 2018  |
| -------------- | ----- | ------ | ----- |
| Commune        | 3,7 % | 16,7 % | 7,8 % |
| Département    | 5,4 % | 7,1 %  | 7,1 % |
| France entière | 8,3 % | 10 %   | 10 %  |

En 2018, la population âgée de 15 à 64 ans s'élève à 77 personnes, parmi lesquelles on compte 62,3 % d'actifs (54,5 % ayant un emploi et 7,8 % de chômeurs) et 37,7 % d'inactifs,. En  2018, le taux de chômage communal (au sens du recensement) des 15-64 ans est supérieur à celui du département, mais inférieur à celui de la France, alors qu'il était inférieur à celui du département et de la France en 2008.
La commune est hors attraction des villes,. Elle compte 36 emplois en 2018, contre 30 en 2013 et 37 en 2008. Le nombre d'actifs ayant un emploi résidant dans la commune est de 42, soit un indicateur de concentration d'emploi de 85,6 % et un taux d'activité parmi les 15 ans ou plus de 42,1 %.
Sur ces 42 actifs de 15 ans ou plus ayant un emploi, 27 travaillent dans la commune, soit 64 % des habitants. Pour se rendre au travail, 76,2 % des habitants utilisent un véhicule personnel ou de fonction à quatre roues, 2,4 % les transports en commun, 14,3 % s'y rendent en deux-roues, à vélo ou à pied et 7,1 % n'ont pas besoin de transport (travail au domicile).

### Activités hors agriculture
9 établissements sont implantés  à Montagnol au 31 décembre 2019.
Le secteur de l'industrie manufacturière, des industries extractives et autres est prépondérant sur la commune puisqu'il représente 44,4 % du nombre total d'établissements de la commune (4 sur les 9 entreprises implantées  à Montagnol), contre 17,7 % au niveau départemental.

### Agriculture
La commune est dans les Monts de Lacaune, une petite région agricole occupant le sud du département de l'Aveyron. En 2020, l'orientation technico-économique de l'agriculture  sur la commune est l'élevage d'ovins ou de caprins.
|               | 1988  | 2000  | 2010  | 2020 |
| ------------- | ----- | ----- | ----- | ---- |
| Exploitations | 23    | 16    | 14    | 14   |
| SAU (ha)      | 1 300 | 1 163 | 1 200 | 967  |

Le nombre d'exploitations agricoles en activité et ayant leur siège dans la commune est passé de 23 lors du recensement agricole de 1988  à 16 en 2000 puis à 14 en 2010 et enfin à 14 en 2020, soit une baisse de 39 % en 32 ans. Le même mouvement est observé à l'échelle du département qui a perdu pendant cette période 51 % de ses exploitations,. La surface agricole utilisée sur la commune a également diminué, passant de 1 300 ha en 1988 à 967 ha en 2020. Parallèlement la surface agricole utilisée moyenne par exploitation a augmenté, passant de 57 à 69 ha.

## Culture locale et patrimoine

### Lieux et monuments
- Église Saint-Amans de Cénomes.
- Église Saint-Martin de Montagnol.
- Chapelle de Laval.
- À Cénomes : une statue-menhir est visible sur l'aire du Saut de la Loche en direction de Tauriac-de-Camarès.

## Héraldique
| Blason de Montagnol | Blason  | Écartelé: au 1er d'or à la fleur de lis au pied nourri de gueules, au 2e d'or à la croix cléchée, vidée et pommetée de douze pièces d'or, au 3e de gueules au nombre « 12 » en chiffres d'or, au 4e d'or à la façade d'église de gueules, portillée, ajourée et essorée du champ, le clocher ajouré de même et campané de sable. |
| Blason de Montagnol | Détails | Le statut officiel du blason reste à déterminer. |